# Enriqueta Agut Armer
Enriqueta Agut Armer (Castellón de la Plana, España, 16 de septiembre de 1912 - México DF, 22 de junio de 1998) fue una maestra española. Secretaria de la Agrupación Femenina de Izquierda Republicana y de la Agrupación de Mujeres Antifascistas, formó parte de la redacción de la revista Pasionaria y colaboró en la escuela Lina Odena.

## Biografía
Hija de un empresario de hostelería, nació en Castellón de la Plana donde pasó su infancia. en 1922 su familia se traslada a Valencia donde estudia el bachillerato e ingresa en la escuela de Magisterio (dentro de la llamada primera promoción del Plan Profesional de Valencia, entre 1931-1935), y participa en la Misiones Pedagógicas como delegada del patronato en pueblos de Valencia, Teruel y Cuenca.
Tras hacer las prácticas de maestra en el Instituto Balmes de la capital valenciana, fue destinada a la escuela de párvulos de Puzol, hasta enero de 1936, en que de nuevo fue trasladada al Balmes como inspectora, y de allí al Instituto de Asistencia Social Maestro Ripoll, hasta ese momento en manos de órdenes religiosas.
Durante su etapa de estudiante perteneció a la Federación Universitaria Escolar (FUE), y ya como maestra, a la FETE, rama de la educación del sindicato UGT. Militante de las Juventudes Comunistas inicialmente, y de las de Izquierda Republicana y del Frente Popular de Mujeres con posterioridad, se integró en septiembre de 1936 en el Partido Comunista, tras el golpe de Estado militar. 
En 1938 se casó con Rómulo García Salcedo y el matrimonio se trasladó a Gualba, hasta que en febrero de 1939, embarazada, atravesó la frontera con Francia, cruzando los Pirineos. Tras dar a luz en Grenoble se embarcó con su hija Adela, su marido y su hermano, el pintor Pepe Agut, rumbo al destierro en el buque Sinaia. Como otros muchos maestros docentes de la Segunda República Española, sería depurada siguiendo lo estipulado en el artículo 171 de las leyes franquistas. En México tuvo dos hijos más, Rómulo y Ketty; adquirió la nacionalidad mexicana y abandonó el PCE, aunque mantuvo relación con los republicanos exiliados, en especial con la pediatra Mercedes Maestre y la pintora Manolita Ballester. Regresó a España en 1986, pero volvió a México donde falleció en 1998.

## Reconocimientos
En 2016 el Ayuntamiento de Valencia le dedicó una calle, junto a otras 43 mujeres ignoradas por la Historia de España.